# Finale du Championnat d'Europe de football 1988
Cet article présente la finale du championnat d'Europe 1988 opposant les Pays-Bas à l'Union soviétique, vainqueur de la première édition en 1960. Après une troisième place en 1976, l'équipe néerlandaise, dispute sa première finale continentale et remporte son premier titre européen. C'est déjà la quatrième finale pour l'équipe soviétique, et c'est également son dernier match dans une phase finale d'Euro. 

## Parcours des finalistes
Huit équipes sont réunies en Allemagne de l'Ouest pour le tournoi final. Les deux finalistes sont issus du même groupe (2) : l'URSS se classe première devant les Pays-Bas, deuxièmes, qu'elle a battus 1 à 0 lors de la première journée. En demi-finales, tandis que les Soviétiques éliminent assez facilement l'Italie à Stuttgart (2-0), les Néerlandais l'emportent à Hambourg sur le pays hôte, l'Allemagne de l'Ouest (2-1), dans un match à haute tension en forme de revanche, quatorze ans après la défaite en finale du Mondial 1974, déjà organisé en Allemagne,.
Note : dans les résultats ci-dessous, le score du finaliste est toujours donné en premier.
| Rang | Équipe           | Pts | J | G | N | P | Bp | Bc | Diff |
| ---- | ---------------- | --- | - | - | - | - | -- | -- | ---- |
| 1    | Union soviétique | 5   | 3 | 2 | 1 | 0 | 5  | 2  | +3   |
| 2    | Pays-Bas         | 4   | 3 | 2 | 0 | 1 | 4  | 2  | +2   |
| 3    | Irlande          | 3   | 3 | 1 | 1 | 1 | 2  | 2  | 0    |
| 4    | Angleterre       | 0   | 3 | 0 | 0 | 3 | 2  | 7  | -5   |

| Rang | Équipe           | Pts | J | G | N | P | Bp | Bc | Diff |
| ---- | ---------------- | --- | - | - | - | - | -- | -- | ---- |
| 1    | Union soviétique | 5   | 3 | 2 | 1 | 0 | 5  | 2  | +3   |
| 2    | Pays-Bas         | 4   | 3 | 2 | 0 | 1 | 4  | 2  | +2   |
| 3    | Irlande          | 3   | 3 | 1 | 1 | 1 | 2  | 2  | 0    |
| 4    | Angleterre       | 0   | 3 | 0 | 0 | 3 | 2  | 7  | -5   |

## Pays-Bas - Union soviétique
| Finale                                   | Pays-Bas                    | 2 - 0   | Union soviétique | Stade Olympique, Munich    |                            |
| 25 juin 1988 · Historique des rencontres | Gullit 33e · Van Basten 54e | (1 - 0) |                  | Arbitrage : Michel Vautrot | Arbitrage : Michel Vautrot |
| 25 juin 1988 · Historique des rencontres | Rapport                     |         |                  | Arbitrage : Michel Vautrot | Arbitrage : Michel Vautrot |

| Pays-Bas | Union soviétique |

| Pays-Bas :      |    |                    |  |
|                 |    |                    |  |
| Gardien de but  | 1  | Hans van Breukelen |  |
|                 | 2  | Adrie van Tiggelen |  |
|                 | 4  | Ronald Koeman      |  |
|                 | 6  | Berry van Aerle    |  |
|                 | 7  | Gerald Vanenburg   |  |
|                 | 8  | Arnold Mühren      |  |
|                 | 10 | Ruud Gullit        |  |
|                 | 12 | Marco van Basten   |  |
|                 | 13 | Erwin Koeman       |  |
|                 | 17 | Frank Rijkaard     |  |
|                 | 20 | Jan Wouters        |  |
| Sélectionneur : |    |                    |  |
| Rinus Michels   |    |                    |  |

| Union soviétique : |    |                        |  |     |
|                    |    |                        |  |     |
| Gardien de but     | 1  | Rinat Dasaev           |  |     |
|                    | 3  | Vagiz Khidyatulline    |  |     |
|                    | 5  | Anatoli Demyanenko     |  |     |
|                    | 6  | Vasili Rats            |  |     |
|                    | 7  | Sergueï Aleinikov      |  |     |
|                    | 8  | Guennadi Litovtchenko  |  |     |
|                    | 9  | Aleksandr Zavarov      |  |     |
|                    | 10 | Oleg Protasov          |  | 45e |
|                    | 11 | Igor Belanov           |  |     |
|                    | 15 | Alexeï Mikhaïlitchenko |  |     |
|                    | 18 | Sergei Gotsmanov       |  | 68e |
| Remplaçants :      |    |                        |  |     |
|                    | 20 | Victor Pasulko         |  | 45e |
|                    | 19 | Sergueï Baltacha       |  | 68e |
| Sélectionneur :    |    |                        |  |     |
| Valeri Lobanovski  |    |                        |  |     |

### Déroulement du match
L'équipe soviétique, dans la première partie de la rencontre, applique les principes qui lui ont permis d'atteindre la finale : pressing constant, haut et agressif, utilisation maximale de la largeur et de la longueur du terrain en phase offensive, exploitation de la vitesse et des appels en profondeur des avants-centres. Construite autour de l'ossature du Dynamo Kiev, principal club d'URSS des années 1970 et 1980 (et dont sept joueurs sont présents sur le terrain au coup d'envoi de cette finale), l'équipe soviétique a pour elle son collectif parfaitement rodé, façonné par l'entraîneur Valeri Lobanovski, plusieurs fois champion d'URSS et double vainqueur de la Coupe d'Europe des vainqueurs de coupes avec le club ukrainien. 
Face à cette maîtrise collective qui a étouffé le jeu italien en demi-finale, les Oranje menés par le grand Rinus Michels, entraîneur mythique de l'Ajax Amsterdam et chantre du "football total", choisissent de ne pas se livrer, laissant la possession aux Soviétiques et bloquant les lignes de passes au milieu de terrain. Structuré autour de joueurs de l'équipe du PSV, vainqueurs de la Coupe d'Europe des clubs champions un mois plus tôt, et complété notamment par l'apport des attaquants vedettes de l'AC Milan, Ruud Gullitt et Marco van Basten, le onze néerlandais subit sereinement les offensives adverses, attendant son heure. L'équipe d'URSS ne parvient à se montrer dangereuse que sur quelques appels en profondeur d'Igor Belanov ou combinaisons rapides initiées par Litovtchenko, autant d'offensives maîtrisées sans trop de difficultés par la défense néerlandaise menée par Ronald Koeman et Frank Rijkaard. 
Après une première demi-heure marquée par une domination stérile des Soviétiques, le match change de tournure à la 33e minute : après avoir fait trembler la barre de Rinat Dasaev sur coup franc direct, l'attaquant néerlandais Ruud Gullitt profite d'une remise de la tête de Marco van Basten sur le corner qui suit pour marquer de la tête à bout portant. La fin de la première mi-temps voit les Soviétiques reculer peu à peu, et commettre plus d'erreurs techniques, sous la pression de Néerlandais qui remontent d'un cran sur le terrain. Belanov puis Rijkaard voient leurs tentatives de frappe manquer le cadre dans les dernières minutes avant la pause.
Au retour des vestiaires, les Soviétiques semblent avoir repris confiance et remettent en marche leur domination territoriale du début de rencontre, mais l'écart ne tarde pas à être accentué : à la 54e minute, après une récupération de balle au milieu de terrain, les Néerlandais contre-attaquent, Arnold Mühren centre depuis le côté gauche pour Marco van Basten à l'opposé qui reprend la balle d'une magnifique volée du droit. La frappe, en angle fermé, lobe Dasaev et finit sa course directement dans le petit filet opposé. Après ce deuxième but magistral, les Soviétiques enregistrent une nouvelle désillusion lorsque Belanov, après avoir touché le poteau adverse, voit son penalty arrêté à la 59e minute par Hans van Breukelen - qui l'avait provoqué en fauchant Sergueï Gotsmanov dans la surface.
Le match s'emballe après l'heure de jeu, les attaques se succédant d'un côté à l'autre du terrain, puis le rythme retombe peu à peu dans le dernier quart d'heure. L'URSS, déjà marquée par l'ouverture du score contre le cours du jeu en première mi-temps, accuse le coup mentalement et physiquement après cet enchaînement de coups de génie et de coups du sort. Les Néerlandais maîtrisent la fin de match, se montrant toujours intraitables en défense, laissant l'équipe soviétique sans solutions. Demyanenko manque de peu de réduire le score à cinq minutes de la fin, mais ce sont bien les Oranje qui l'emportent au coup de sifflet final. Face à la maîtrise collective soviétique, l'équipe néerlandaise a su faire le dos rond, se basant sur la solidité de ses défenseurs et exploitant en contre-attaque les qualités individuelles de ses attaquants milanais, Gullitt et van Basten, tous deux buteurs. Le duel des grands entraîneurs, opposant les célèbres tacticiens que sont Rinus Michels et Valeri Lobanovski, tourne donc à l'avantage du premier.